# Clifford Brown
Clifford Brown (Wilmington, 30 de Outubro de 1930 – Bedford, 26 de junho de 1956) foi um trompetista de jazz estadunidense. Recebeu o seu primeiro trompete quando passou para o 10º ano de escolaridade, em 1945. Graças a esta prenda do pai, Clifford entrou na banda da escola pouco tempo depois. Um ano mais tarde, o misterioso mundo dos acordes de jazz muda e a improvisação de Brownie começa a ser notada, especialmente pelo músico e entusiasta de jazz Robert Lowery.[carece de fontes?]
O adolescente trompetista começou a participar nos primeiros gigs na Filadélfia, quando se graduou, em 1948. No mesmo ano, entrou para a Maryland State College com uma bolsa de estudos musicais, mas houve um pequeno senão: a faculdade estava momentaneamente sem um departamento de música.[carece de fontes?]
Brownie permaneceu de qualquer modo um ano na faculdade, a estudar matemática, e no seu pouco tempo livre tocava ao lado de figuras importantes da bop como Kenny Dorham, Max Roach, J.J. Johnson e Fats Navarro. Este último, inclusive, bastante impressionado com as suas potencialidades, inspirou e encorajou-o.[carece de fontes?]
Teve então a oportunidade de entrar para uma faculdade com um bom departamento de música e uma boa banda com 16 elementos. Desta forma pode aprender muito a respeito da execução instrumental e arranjos musicais, no entanto, em uma certa noite de Junho de 1950, quando após um concerto, a caminho de casa, envolveu-se no primeiro de 3 acidentes automobilísticos, o último dos quais viria a verificar-se fatal.[carece de fontes?]
Durante um ano, entre 1950-51, Clifford Brown teve poucas oportunidades de praticar. Após umas palavras de encorajamento de Dizzy Gillespie, decidiu continuar a sua carreira musical.[carece de fontes?]
Teve o seu próprio grupo na Filadélfia por uns tempos, e posteriormente juntou-se ao combo de Chris Powell e depois a Tadd Dameron em Atlantic City. Seguiu-se então um tour pela Europa em Outono de 1953 ao lado de Lionel Hampton. Em 1954, ganhou o prémio da crítica Down Beat como a nova estrela do ano. Mudando-se para a Califórnia, formou uma aliança com Max Roach, a qual durou até à sua morte prematura, em 26 de Junho de 1956, a praticamente 4 meses do seu 26º aniversário.[carece de fontes?]
Se durante os seus últimos 2 anos de vida, gozou de um grau de reconhecimento quase incomensurável, que decerto merecia, também seria de prever que este reconhecimento se transformaria em poucos anos no pináculo da fama do jazz.[carece de fontes?]